# Деметрадзе, Георгий Шалвович
Гео́ргий Ша́лвович Деметра́дзе (груз. გიორგი შალვას ძე დემეტრაძე; 26 сентября 1976 , Тбилиси, Грузинская ССР, СССР) — грузинский футболист, нападающий. Лучший бомбардир чемпионатов Грузии 1996/97 годов, России 1999 года и Украины 2003/04 годов.

## Биография
Георгий Деметрадзе — воспитанник молодёжной команды «Динамо» из Тбилиси. Он подписал профессиональный контракт с клубом в 1994 году, после двух лет выступлений за «Кахети» из Телави.
В 1997 году на правах аренды перешёл на полгода в роттердамский «Фейеноорд», но травма не позволила ему часто выходить на поле. После сезона в Нидерландах играл за российский клуб «Алания», в составе которого стал в 1999 году лучшим бомбардиром чемпионата России.
В 2000 году за $3 млн был продан в киевское «Динамо», где стал чемпионом Украины. В матче Лиги чемпионов против «Манчестер Юнайтед» он имел возможность выбить английский клуб из турнира, однако не забил в пустые ворота. Как признавался позже, закрепиться в «Динамо» не смог из-за требований Лобановского к отрабатыванию в обороне.
В начале 2001 за $5 млн был продан в испанский клуб «Реал Сосьедад», однако за целый год провёл только 13 игр. Причина — травма колена. С 2002 года находился в аренде: выступал за московский «Локомотив» и владикавказскую «Аланию».
С 2003 года играл в донецком «Металлурге», но в середине 2005 года в третий раз вернулся в «Аланию». После вылета последней из российской Премьер-лиги, на правах аренды перешёл в израильский «Маккаби» из Тель-Авива, но не смог показать высокий класс игры и после полугода вернулся в «Металлург».
В 2007 году перешёл в киевский «Арсенал». С сентября 2008 года начал выступления за ФК «Баку».
В апреле 2010 года вернулся на родину, где дебютировал в составе клуба «Спартак-Цхинвали».
В январе 2014 года был назначен президентом футбольного клуба «Торпедо» из города Кутаиси.

### Арест и приговор
8 июля 2010 года сотрудниками Главного управления Тбилиси и контртеррористического центра МВД Грузии Деметрадзе был задержан по обвинению в связях с воровским миром, в частности, с криминальным авторитетом Вато Кипиани, а также за участие в подпольном тотализаторе, где являлся коллектором, взыскивающим деньги с неплательщиков по долгам тотализатора. 23 марта 2011 года был приговорён Тбилисским городским судом к 6 годам лишения свободы. В декабре 2012 года по амнистии вышел на свободу.

## Достижения

### Командные
- Чемпион Грузии: 1995, 1996, 1997
- Чемпион Украины: 1999/00
- 3-е место в чемпионате Украины: 2002/03, 2004/05
- 3-е место в чемпионате Азербайджана: 2008/09

### Личные
- Лучший бомбардир чемпионата Грузии: 1996/97
- Лучший бомбардир чемпионата России: 1999
- Лучший бомбардир чемпионата Украины: 2003/04
- Член бомбардирского Клуба Максима Шацких: 63 гола.

## Результат по сезонам
| Сезон   | Команда              | Кол-во игр | Кол-во голов |
| 1992/93 | Кахети (Телави)      | 1          | 0            |
| 1993/94 | Кахети (Телави)      | 18         | 11           |
| 1994/95 | Динамо (Тбилиси)     | 17         | 8            |
| 1995/96 | Динамо (Тбилиси)     | 24         | 17           |
| 1996/97 | Динамо (Тбилиси)     | 26         | 26           |
| 1997/98 | Динамо (Тбилиси)     | 4          | 1            |
| 1997/98 | Фейеноорд            | 7          | 0            |
| 1998    | Алания (Владикавказ) | 15         | 14           |
| 1999    | Алания (Владикавказ) | 28         | 21           |
| 1999/00 | Динамо Киев          | 14         | 7            |
| 1999/00 | Динамо-2 Киев        | 1          | 2            |
| 2000/01 | Динамо (Киев)        | 12         | 8            |
| 2000/01 | Динамо-2 (Киев)      | 7          | 7            |
| 2000/01 | Реал Сосьедад        | 4          | 0            |
| 2001/02 | Реал Сосьедад        | 9          | 1            |
| 2002    | Локомотив (Москва)   | 6          | 0            |
| 2002    | Алания (Владикавказ) | 16         | 6            |
| 2002/03 | Металлург (Донецк)   | 15         | 8            |
| 2003/04 | Металлург (Донецк)   | 28         | 18           |
| 2004/05 | Металлург (Донецк)   | 24         | 4            |
| 2005/06 | Металлург (Донецк)   | 3          | 2            |
| 2005    | Алания (Владикавказ) | 11         | 2            |
| 2005/06 | Маккаби (Тель-Авив)  | 13         | 3            |
| 2006/07 | Металлург (Донецк)   | 16         | 2            |
| 2007/08 | Арсенал (Киев)       | 18         | 3            |
| 2008/09 | Баку                 | 10         | 2            |